# Søren Lilholt
Søren Lilholt Petersen, född den 22 september 1965 i Köpenhamn, är en dansk före detta landsvägscyklist som var professionell från 1986 till 1992. Innan han blev professionell blev han juniorvärldsmästare i linjelopp 1983 och årdet därpå deltog han i Olympiska spelen där han blev sjua i individuellt tempolopp (han deltog även i linjeloppet, men fullföljde ej detta). Som professionell blev hans främsta meriter segern i E3 Harelbeke 1990 och totalsegern i Tour de Luxembourg 1987.

## Meriter

### Amatör
1983
 Världsmästare i linjelopp för juniorer
 Världsmästare i lagtempo för juniorer
1984
7:a i individuellt tempolopp vid Olympiska spelen

### Professionell
| 1986 2:a totalt i Tour de Luxembourg 2:a i Tour de Vendée 3:a i Grand Prix de Plouay 6:a totalt i Étoile de Bessèges Vinnare av etapp 2 7:a totalt i Postgirot Open Vinnare av etapp 2 1987 Vinnare totalt av Tour de Luxembourg Vinnare av etapp 1 3:a totalt i Danmark rundt Vinnare av poängtävlingen 3:a i Elfstedenronde 6:a i Druivenkoers Overijse 6:a i Circuit des Frontières | 1988 Vinnare av etapp 3 i Paris–Nice Dansk mästare i linjelopp Vinnare totalt av Tour d'Armorique 3:a totalt i Danmark rundt 6:a totalt i Étoile de Bessèges Vinnare av poängtävlingen 4:a totalt i Tour de Luxembourg Vinnare av poängtävlingen Vinnare av etapperna 3 och 5 5:a totalt i Tour de Picardie 5:a totalt i Postgirot Open Vinnare av etapp 4 9:a i Gent–Wevelgem 9:a i GP Eddy Merckx 10:a i Grote Prijs E3-Harelbeke 1989 2:a i Gran Piemonte 3:a i GP de la Liberation (TTT) 7:a i GP Raymond Impanis | 1990 Vinnare av Grote Prijs E3-Harelbeke Vinnare av etapp 4 i Volta a la Comunitat Valenciana Vinnare av etapp 4 i Tour of Britain 2:a i GP de Fourmies 2:a i individuellt tempolopp vid Danska mästerskapen 2:a i linjelopp vid Danska mästerskapen 5:a totalt i Ronde van Nederland 6:a i Grand Prix de Plouay 9:a i Paris–Bryssel 10:a i Rund um Köln 1991 Vinnare av etapp 5 i Volta a la Comunitat Valenciana 3:a i À travers le Morbihan 4:a totalt i Tour de Luxembourg 7:a totalt i Étoile de Bessèges 9:a i GP Raymond Impanis 1992 6:a i Kuurne-Bryssel-Kuurne |